# ギャヴィン・デ・ビーア
サー・ギャヴィン・デ・ビーア（Sir Gavin Rylands de Beer, 1899年 - 1972年）はイギリスの進化生物学者、発生学者。大英博物館自然史館（現在のロンドン自然史博物館）の館長、ロンドン・リンネ協会会長を務め、ロンドン王立協会からダーウィンメダルを受賞した。

## 生涯
1899年にロンドン郊外のサリーで生まれる。幼少時代の多くをフランスで過ごし、パリのパスカル校で教育を受けた。この時代にスイスを訪れ、生涯を通してスイスに魅了され続けることになる。イギリスに帰国するとハーロー校とオックスフォード大学モードリン・カレッジで学んだ。第一次世界大戦が勃発しグレナディアガーズと陸軍教導隊で従軍したあと、1921年に動物学の学士として卒業した。その後すぐにマートン・カレッジの研究員となり大学で動物学を教えた。1938年にはユニヴァーシティ・カレッジ・ロンドンで発生学の助教授となった。第二次世界大戦が始まるとデ・ビーアは再び近衛連隊に入隊し中佐に昇進した。彼は情報部で働き、プロパガンダ、宣撫工作に携わった。その間の1940年にロンドン王立協会の会員に選ばれた。
1945年に動物学教授となり、1946年から1949年までロンドン・リンネ協会の会長をつとめた。1950年から1960年に定年退職するまで大英博物館自然史館の館長を務めた。1954年にナイトに叙され、1957年にダーウィンメダルを受賞した。退職したあとスイスへ移住し、チャールズ・ダーウィンに関するいくつかの本と、彼自身の重要な著作である『Atlas of Evolution』執筆した。またスイスとアルプスやハンニバルに関する一連の本を執筆した。1971年にイギリスに帰国し、サセックスで72歳で死去した。

## 業績
オックスフォードでのデ・ビーアの初期の研究はJ・B・S・ホールデン、ジュリアン・ハクスリーとエドウィン・グッドリッチの影響を受けた。彼の研究は実験発生学であり、そのうちいくつかは現代総合説の主導者の一人であるハクスリーと共に行われた。ハクスリーとの共著『The Elements of experimental embryology』(1934)は当時の発生学分野の優れた概説書である。
『Embryos and evolution』（1930）でデ・ビーアはヘテロクロニーの重要さ、特に幼形進化（ネオテニーは幼形進化の一種）を強調した。彼の理論によれば幼形進化（成体が幼体の特徴を保持すること）は成体進化に比べて重要である。幼体の未分化の器官は成体の専門化された器官よりも、より進化の可能性が広いかもしれない。また彼は、化石記録がダーウィンの漸進的進化観と反することを説明できる密かな進化のアイディアを抱いていた。新たな形態が動物の幼体で徐々に進化するならその過程は化石記録に残らないだろうし、もし種がネオテニーを経て進化したならば、漸進的進化であっても化石記録は突発的に見えるだろう。
デ・ビーアはその後、古鳥類学と進化理論一般に取り組み、1954年の著書『始祖鳥』ではモザイク進化の概念を解説した。また1956年にはヘッケルのヘテロクロニー（発生のタイミングが変わることで表現型が変わる現象）の概念を強調し、鳥類、特に走鳥類の進化をヘテロクロニーの視点から解説した。彼は科学啓蒙活動の業績によってユネスコからカリンガ賞を受賞した。
従来の見解では、発生生物学（または進化発生学）はネオダーウィニズムには大きな影響を与えなかった。しかし以下の言及はデ・ビーアの貢献を示唆する：
進化理論の現代的総合を確立した一連の特筆すべき著作の中で、ギャヴィン・デ・ビーアの『発生学と進化』はもっとも初期の、そして最も短い物であった（1930,拡張されて改題された『発生と祖先』は1940,第三版は1958）。116ページでデ・ビーアは発生学を発展中の正統説に持ち込んだ......40年以上にわたってこの本は、個体発生と系統発生の関連についてイギリスの思考を支配した。スティーヴン・ジェイ・グールド

## 引用
それぞれの個体発生は、祖先が遺伝によって内的要因を伝えることで起きる新たな創造である—ギャヴィン・デ・ビーア

## 著作
- Growth — 1924
- An introduction to experimental embryology — 1926
- The comparative anatomy, histology and development of the pituitary body — 1926
- Vertebrate zoology — 1928
- Early travellers in the Alps — 1930
- Embryology and evolution — 1930 (後に改題されEmbryos and ancestors)
- Alps and men — 1933
- The elements of experimental embryology — 1934 (ジュリアン・ハクスリーとの共著)
- The development of the vertebrate skull — 1937
- Gavin de Beer (editor:) Evolution: Essays on aspects of evolutionary biology. Oxford 1938.
- Escape to Switzerland — 1945
- Archaeopteryx lithographica – 1954
- Alps and elephants. Hannibal's march — 1955
- The first ascent of Mont Blanc — 1957
- Darwin's journal: Darwin's notebooks on the transmutaion of species — 1959
- The sciences were never at war — 1960
- Reflections of a Darwinian — 1962
- Charles Darwin: evolution by natural selection — 1963
- Atlas of evolution — 1964
- Charles Scott Sherrington: an appreciation — 1966
- Early travellers in the Alps — 1967
- Edward Gibbon and his world — 1968
- Hannibal: the struggle for power in the Mediterranean — 1969
- Homology, an unsolved problem — 1971
- Jean-Jacques Rousseau and his world — 1972